# Андреєв Микола Миколайович
Мико́ла Микола́йович Андре́єв (рос. Андре́ев Никола́й Никола́евич) (16 (28) липня 1880 — пом. 31 грудня 1970) — український фізик, який зміг реалізувати себе як науковець за часів існування СРСР, академік АН СРСР з 1953 р., член-кореспондент з 1933 р. 

## Біографія
Народився у с. Курмани (Роменський повіт) Полтавської губернії — сучасний Недригайлівський район Сумської області.
Навчався у 5-й Московській чоловічій гімназії був переведений до 3-го Московського кадетського корпусу, де як сирота навчався за рахунок дворянства Московської губернії. М. М. Андреєв був надзвичайно обдарованою людиною, з широким колом інтересів і уподобань: заняття спортом, музика, знання іноземних мов (німецька, французька), музика, вивчення історії та літератури. 
1899 р. брав участь у студенських "хвилюваннях", але навчання не покидав.
1904-1905 відвідував Московський університет в якості вільного слухача. Збібного до математики слухача помітив професор М. В. Бугайов і запросив до себе  в асистенти.1905 р. вступив до Гетингенського університкту, де слухав лекції таких відомих вчених, як Клейн, Мінковський, Каратеодорн, Вольдемар Фогт.
Захистив дисертацію в Базельському університеті і публікує свої роботи щодо оптики, теорії дисперсії Друде. Закінчив Базельський університет у 1909 р. 
1909 р. він був обраний членом Французької фізичної спілки.
З 1912 р. викладав та керував науковою роботою у Московському університеті.  У цей же час склав магістерський іспит і отримав право на доцентуру, а 1914 р. був зарахований приватним доцентом Московського університету. Читав лекції з тензорного обчислення, теорії ймовірності, статистичної механіки, електронної теорії.
Під час Першої світової війни керував протигазовою лабораторією і займався створенням дозиметра для отруйних газів. Крім того, він займався акустичним визначенням місцезнаходження стріляючих гармат (звукометрія) і літаків (звукоуловлювання і звукометрія).
1917-1920 рр. знаходиться в м. Омську, де він отримує посаду професора фізики і механіки в Сільськогосподарському і Політехнічному інтститутах.
У серпні 1920 р. учений повертається до м. Москви і організовує акустичну лабораторію. 
1927 р. очолює Відділ акустики в складі Ленінградської фізико-технічної лабораторії АН СРСР.
1932 р. після досліджень, пов'язаних з проблемами акустики, М. М. Андреєв організував кафедру і сторив лабораторію акустики про Військовій електричній академії ім. Будьоного. В цьому році був обраний членом-кореспондентом АН СРСР відділу технічних наук.
1934 р. захистив дисертацію і отримав ступінь доктора фізико-математичних наук.
Після війни М. М. Андреєв в основному працював над проблемами акустики.
1951 р. був призначений головним редактором "Журналу экспериментальной и теоретической физики" і залишився на цій посаді до 1955 р. 
1952 р. обрано дійсним членом АН СРСР, членом міжнародної акустичної комісії. Він отримав звання почесного доктора технічних наук Вищої технічної школи в Дрездені.
1970 — Герой Соціалістичної Праці.

## Праці
Автор багатьох наукових праць з фізичної та технічної акустики. Створив радянську наукову школу акустиків, яка під безпосереднім його керівництвом розробила теорію поширення звуку в рухомому середовищі; розв'язував проблеми поширення акустичних коливань в атмосферному та водному середовищах, проблеми архітектурної акустики, електроакустичної апаратури. Важливими є роботи з вивчення шуму літака, п'єзоелектрики, теорії телефону, з фізичних основ акустики музичних інструментів. У 1941—1945 рр. під Керівництвом Андреєва проводилися роботи, які започаткували радянську гідроакустику.
М. М. Андрєєв займався вирішенням проблем, пов'язаних із застосуванням спектрального методу в фізиці. В результаті аналізу відомих явищ — дифракції, дисперсії світла та резонансу — з'явилася стаття Миколи Миколайовича «Решетка, призма, резонатор». Як зазначає дослідник історії науки Ігор Шаров у своїй книзі Вчені України: 100 видатних імен [Архівовано 14 січня 2017 у Wayback Machine.], цінність цієї роботи була не стільки в нових підходах, до висвітлення теми, скільки у чіткості викладу спектрального методу.
Сучасники Миколи Миколайовича Андрєєва вважали, що його наукова діяльність характеризувалася глибоким проникненням у суть нових принципових питань, пильною увагою до конкретних практичних завдань. Микола Миколайович умів виховати і надихнути своїх учнів, допомагаючи їм справами, порадами і розвиваючи творчу ініціативу.
Андреєв відомий також як педагог та популяризатор наукових знань. Він заснував і редагував науково-популярний журнал «Искра» (з 1923), був головним редактором «Акустического журнала» АН СРСР. Нагороджений 4 орденами Леніна і Трудового Червоного Прапора

## Роботи
- Равновесие и колебания пьезоэлектрического кристалла (Обзор), «Журнал прикладной физики», 1928, т. 5, в. 3—4; Акустика движущейся среды, Л.—М., 1934 (рос.) (разом із І. Г. Русаковим).